# Arianna Savall

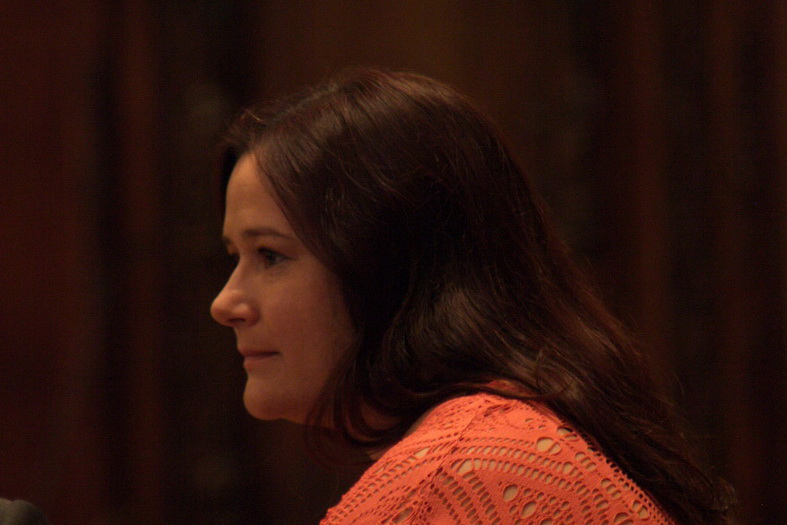
Arianna Savall (2015)

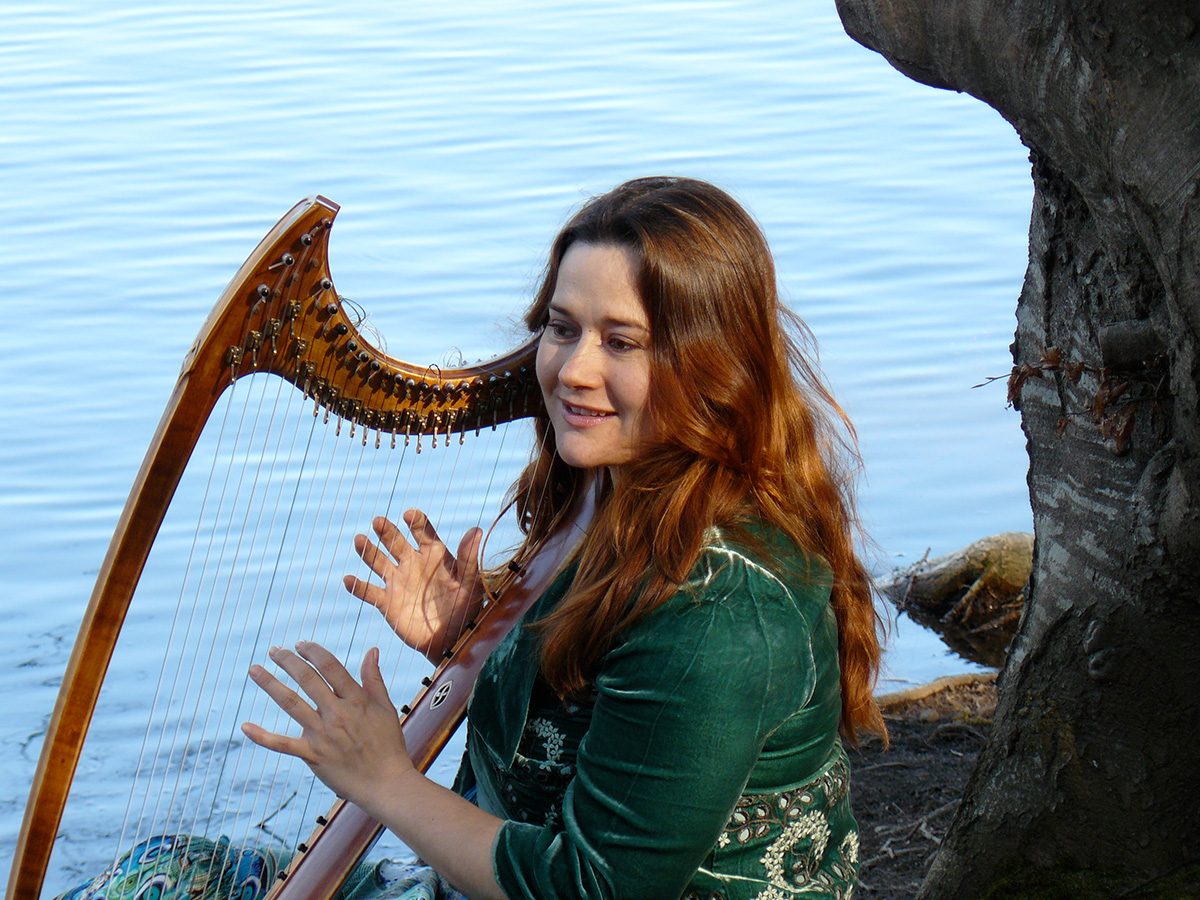

Arianna Savall (* 1972 in Basel) ist eine katalanische Harfenistin, Sopranistin und Komponistin.

## Leben
Savall stammt aus einer katalanischen Musikerfamilie, sie ist die Tochter von Montserrat Figueras und Jordi Savall, ihr Bruder Ferran Savall ist ebenfalls Musiker. Sie studierte klassische Harfe bei Magdalena Barrera in Barcelona und Gesang bei María Dolores Aldea. 1996 erhielt sie das Harfendiplom, 2000 das Gesangsdiplom des Konservatoriums Terrassa. Ihr Aufbaustudium absolvierte sie unter anderem an der Schola Cantorum Basiliensis.
Gemeinsam mit ihrem Partner, Petter Udland Johansen, gründete sie 2009 das Ensemble Hirundo Maris (auf Deutsch: Seeschwalbe), das auf alte Musik und eigene musikalische Kreationen spezialisiert ist.

## Diskografie (Auswahl)
- Il viaggio d'Amore mit Petter Udland Johansen
- Vox Cosmica mit Petter Udland Johansen
- Hirundo Maris mit Petter Udland Johansen
- Peiwoh
- Lijnen der estnischen Komponistin Helena Tulve u. a. mit dem NYYD Ensemble (Estland)
- Bella Terra quasi Soloalbum mit Begleitung
- Nuove Musiche im Ensemble unter Rolf Lislevand
- Du temps & de l’instant (Aus der Vergangenheit und der Gegenwart) – mit ihrer Familie
- Joyssance vous donneray – mit Il Desiderio
- Sopra la Rosa – mit dem Ricercar Consort
- Ninna Nanna
- Alfabeto
- Harmonie Universelle
- Diáspora Sefardí
- Carlos V
- José Marín
- La Folia
- Villancicos y danzas criollas
- L'Orfeo
- Lux Feminae
- Melpomen